# Устинский, Игорь Александрович
Игорь Александрович Усти́нский (14 июня 1994, Тюмень, Россия) — российский хоккеист, вратарь.

## Карьера
Воспитанник тюменской хоккейной школы «Газовик». Карьеру начал в команде МХЛ «Газовик». На драфте КХЛ 2011 года выбран под общим 21-м номером магнитогорским «Металлургом». Следующие два сезона играл за магнитогорский клуб «Стальные лисы» в МХЛ, был заявлен за «Металлург», но ни одной встречи в КХЛ в его составе не сыграл.
3 июня 2014 года подписал контракт с клубом ВХЛ «Ижсталь», за который в сезоне 2014/15 провёл 23 игры, коэффициент надёжности составил 1,90. 30 ноября 2014 года перешёл в клуб КХЛ «Автомобилист». 11 декабря 2014 года впервые сыграл в матче КХЛ, выйдя на замену в игре против СКА.

## Достижения
- Участник ЮЧМ 2012
- Участник Кубка Поколений МХЛ 2012
- Участник Subway Super Series 2012
- Бронзовый призёр МЧМ 2013
- Бронзовый призёр МЧМ 2014